# World Trade Center
Das World Trade Center [wɝːldˈtɹeɪdˌsɛntɚ] (deutsch Welthandelszentrum, abgekürzt WTC) war ein im Jahr 1973 eröffneter Bürokomplex im Financial District an der Südspitze von Lower Manhattan in New York City. Er bestand aus sieben Gebäuden; sein Kernstück bildeten die weltbekannten Zwillingstürme (Twin Towers, WTC 1 und 2). Sie waren mit jeweils 110 Stockwerken auf insgesamt 417 bzw. 415 Metern Höhe die höchsten Gebäude New Yorks, kurzzeitig die höchsten Gebäude der Welt (1971–73) und prägten bis zu ihrer vollständigen Zerstörung 2001 die Skyline der Stadt maßgeblich.
Der vom Architekten Minoru Yamasaki entworfene Gebäudekomplex wurde im Stil des Neuen Formalismus gestaltet, griff also klassische Elemente auf (wie Symmetrie, klare Proportionen, Monumentalität), aber in moderner, reduzierter Form, was einen deutlichen Kontrast zu den anderen bekannten Wolkenkratzern New Yorks darstellte, die vor allem für ihren Art Deco Stil bekannt sind (Empire State Building, Chrysler Building, Rockefeller Center etc.). Die Zwillingstürme hatten eine streng geometrische Ordnung und bekamen trotz der enormen Ausmaße des Grundrisses ein schlankes Design, was durch die aus schmalen, vertikalen Elementen bestehende Fassade ermöglicht wurde, die sich kompromisslos vom Boden bis zur Spitze erstreckte und auch einen Teil der tragenden Struktur ausmachte. Dies ermöglichte komplett säulenfreie Büroflächen, sodass die Mieter ihre Räume komplett frei gestalten konnten. Weitere technische Innovationen beim Bau des World Trade Centers waren die Nutzung eines Systems von Express- und Lokalaufzügen mit Skylobbys, und die Nutzung von vorgefertigten Bauteilen und Modulen, die wie ein Baukastensystem zusammengefügt wurden, was eine enorm schnelle Bauzeit von ca. einem Stockwerk pro Woche ermöglichte, was Ende der 1960er Jahre bahnbrechend war und später zum Modell für viele weitere Wolkenkratzer wurde.
Neben den Zwillingstürmen und den fünf weiteren Nebengebäuden, bestand der Gebäudekomplex aus einem unter der Plaza befindlichen Einkaufszentrum, über das alle Gebäude (bis auf WTC 7) miteinander verbunden waren und über das Zugang zu drei Stationen der New Yorker U-Bahn, sowie zur PATH-Station bestand, die Lower Manhattan mit New Jersey verbindet. Unter der Einkaufspassage befand sich außerdem eine mehrstöckige Parkgarage, ein großes System an Lagerräumen für die Mieter von Büroflächen, sowie ein großer Logistikbereich, über den Anlieferungen per LKW mit separaten Bereichen für die Zwillingstürme und die Einkaufspassage durchgeführt wurden.
Der Bau des World Trade Centers kostete etwa 400 Millionen Dollar (entspricht heute etwa 2,31 Milliarden Dollar). Die Idee wurde von David Rockefeller vorgeschlagen, um die Stadterneuerung in Lower Manhattan anzukurbeln, und sein Bruder Nelson, damals der 49. Gouverneur von New York, unterzeichnete das Gesetz zum Bau des Komplexes, der von der Port Authority of New York and New Jersey geleitet wurde, die auch Bauherr und Eigentümer des Komplexes war. 1998 beschloss die Hafenbehörde, den Komplex zu privatisieren, indem sie die Gebäude an ein privates Unternehmen zur Verwaltung verpachtete. Im Juli 2001 vergab sie den Pachtvertrag an Silverstein Properties.
Während seiner Existenz symbolisierte das World Trade Center die Globalisierung und den wirtschaftlichen Wohlstand der USA. Obwohl sein Design anfangs von New Yorkern und Architekturkritikern kritisiert wurde, wurden die Zwillingstürme zu einem Wahrzeichen von New York City. Es spielte eine wichtige Rolle in der Populärkultur und wurde Schätzungen zufolge in 472 Filmen gezeigt. Die Zwillingstürme wurden auch für Philippe Petits Hochseilakt am 7. August 1974 genutzt.
Infolge der Terroranschläge am 11. September 2001 stürzten die Zwillingstürme sowie das WTC 7 vollständig ein. Dabei starben 2753 Menschen. Das als Hotel dienende 72 Meter hohe WTC 3 wurde von herabstürzenden Trümmern der kollabierenden Zwillingstürme vollständig zerstört. Das WTC 4 mit Sitz der weltgrößten Warenterminbörse, das WTC 5 und das WTC 6 wurden so schwer beschädigt, dass sie später abgerissen wurden. Die Zwillingstürme sind damit die größten bzw. höchsten Gebäude, die jemals eingestürzt sind.
Auf dem als Ground Zero bekannten Gelände wurde ab 2006 ein neues World Trade Center errichtet, das aus sechs Wolkenkratzern, einer unterirdischen Shoppingmall, dem National September 11 Memorial and Museum und weiteren Bauten besteht.

## Planung
Die Idee eines Welthandelszentrums in New York entstand 1939 zu Beginn des Zweiten Weltkriegs, als die Wirtschaft der USA und der internationale Handel wuchsen. Bei der 1939 New York World’s Fair wurde ein World Trade Center eingerichtet, das unter dem Motto „Weltfrieden durch Handel“ stand.
Auf Initiative des Bankiers Winthrop W. Aldrich ermöglichte der Staat New York 1946 durch ein Gesetz den Bau eines WTC. Im selben Jahr wurde die World Trade Corporation gegründet. Der New Yorker Gouverneur Thomas E. Dewey berief eine Arbeitsgruppe ein, die das WTC planen sollte. Die Architekten John und Drew Eberson entwarfen einen Plan für 21 Gebäude über einen Zehn-Block-Bereich. Die Kosten dafür wurden auf 150 Millionen Dollar geschätzt. 1949 löste die Legislative des Staates New York die World Trade Corporation auf, und die WTC-Pläne wurden zurückgestellt.
In der Nachkriegszeit verpasste Lower Manhattan den Wirtschaftsaufschwung. Moderne große Schiffe fanden in den südlichen Docks keinen Platz mehr. Containerschiffe beförderten immer mehr Fracht, die im neu erbauten Elizabeth Port in New Jersey gelöscht wurde. Die Gebäude Südmanhattans waren nicht mehr zweckmäßig und verwahrlosten vielfach. Ende der 1950er Jahre setzte sich der Bankier und Unternehmer David Rockefeller, ein Neffe von Aldrich, mit aller Kraft für die Erneuerung dieses Stadtteils ein. Mit dem Bau des One Chase Manhattan Plaza im Financial District belebte er dessen Entwicklung und setzte dies mit seinem Einsatz für das WTC fort.
1958 gründete Rockefeller dazu die Downtown-Lower Manhattan Association (DLMA). Diese beauftragte das Architekturbüro Skidmore, Owings and Merrill (SOM) mit der Planung. 1960 stellte SOM die Pläne öffentlich vor: Danach sollte für 250 Millionen Dollar ein WTC auf einem 13 Acres (53.000 Quadratmeter) großen Grundstück entlang des East River, vom Old Slip zur Fulton Street und zwischen der Water Street und der South Street, errichtet werden. Der Komplex sollte eine 900 Fuß (275 m) lange Halle und ein 70-stöckiges Büro-Hotel-Gebäude, einen internationalen Handelsmarkt für die Ausstellung von Waren, eine Wertpapierbörse, einen Arcade-Einzelhandel, sowie ein in das herkömmliche Straßennetz integriertes Theater, Geschäfte und Restaurants enthalten. Rockefeller schlug New Yorks Bürgermeister Robert F. Wagner junior, seinem Bruder und damaligen Gouverneur des Staates New York Nelson A. Rockefeller und dem Gouverneur von New Jersey Robert B. Meyner die Port Authority of New York and New Jersey als Träger des Projekts vor, weil sie mit der DLMA und SOM zusammen ausreichende Kreditkapazitäten, bewährte Fachkompetenz und Erfahrung besitze. Er behauptete, das WTC werde dazu beitragen, dass der zunehmende internationale Handel über den Hafen von New York laufe.
Der Entwurf wurde erweitert und sah nun eine Gesamtgeschossfläche von über 1 Million Quadratmetern in einem 72-stöckigen World Trade Mart mit einem Hotel, einem World Trade Institute, einem Ausstellungsgebäude, einem 30-stöckigen World-Commerce-Exchange-Gebäude mit Ämtern und Agenturen, sowie einem 20-stöckigen Trade-Center-Gateway-Gebäude mit internationalen Banken und sonstigen unternehmensbezogenen Dienstleistern vor. Als Vorstandsvorsitzender der Chase Manhattan Bank wollte David Rockefeller den Bau der Zwillingstürme finanzieren. Der Direktor der Hafenbehörde Austin J. Tobin strebte das weltweit bedeutendste WTC an. Am 11. März 1961 stimmte die Hafenbehörde dem Projekt zu, dessen Gesamtkosten nun auf 335 Millionen Dollar veranschlagt wurden.
Gouverneur Robert B. Meyner versagte dem Projekt jedoch die erforderliche Genehmigung, weil er wirtschaftliche Nachteile für New Jersey und den weiteren Niedergang der Hudson & Manhattan Railroad befürchtete. Nach ergebnislosen Verhandlungen mit Meyners schlug Tobin dessen Nachfolger Richard J. Hughes im Dezember 1961 vor, das WTC-Projekt zum Hudson Terminal an der Westseite Manhattans zu verlegen, um so eine Verkehrsanbindung an New Jersey zu gewährleisten. Am 22. Januar 1962 einigten sich die Staaten New York und New Jersey und erlaubten der Hafenbehörde (Port Authority), Südmanhattan neu zu überbauen mit der Auflage, die marode Hudson & Manhattan Railroad zu übernehmen. Die Hochhäuser über dem unterirdischen Hudson Terminal und etwa 164 weitere Gebäude sollten für den Bau des WTC eingerissen werden. Die in diesem Bereich angesiedelten zahlreichen Unternehmen und Einzelhändler der New Yorker Elektronikindustrie („Radio Row“) sollten zur Umsiedlung gezwungen und finanziell entschädigt werden.
Als ausführender Architekt wurde Minoru Yamasaki und als Partner (associates) Emery Roth & Sons verpflichtet. Leitender Tragwerksplaner war Leslie E. Robertson.
1962 kaufte die Hafenbehörde das WTC-Baugelände vom Staat New York. Im Juni 1962 gingen etwa 1325 betroffene Geschäftsinhaber und Kleinunternehmer gerichtlich gegen die Enteignung vor und versuchten, die Zwangsumsiedlung mit Protestaktionen zu stoppen. Der Rechtsstreit zwischen Hafenbehörde und lokalen Unternehmern durchlief alle Gerichtsinstanzen. Im April 1963 bestätigte der New York State Court of Appeals die Urteile der Vorinstanzen und sprach der Hafenbehörde das Recht auf Enteignung zu, da der Bau des WTCs einen öffentlichen Zweck erfülle. Am 12. November 1963 lehnte der United States Supreme Court ein Revisionsverfahren dazu ab und bekräftigte, die Hafenbehörde müsse die Unternehmer im Rahmen des bundesstaatlichen Rechts finanziell entschädigen und bei der Umsiedlung helfen.
Private Stadtsanierer und Mitglieder des Real Estate Board of New York fürchteten, der Bau des WTC werde das bestehende Überangebot an freien Büroflächen vergrößern, zu viele Subventionen erzwingen und so den privaten Sektor zu stark benachteiligen. Der Ausschuss „Reasonable World Trade Center“ forderte weniger WTC-Büroflächen und somit deutlich niedrigere Zwillingstürme. Der Organisator Lawrence A. Wien wollte damit den Titel „Höchstes Gebäude der Welt“ für sein Empire State Building bewahren. Im Januar 1964 vereinbarte die Hafenbehörde mit dem Staat New York, WTC-Büros auch an staatliche Behörden zu vermieten. Ab Frühjahr 1964 schloss sie Mietverträge mit Privatunternehmen und Banken für das WTC ab, 1965 folgte ein Mietvertrag mit dem United States Customs Service. Ab dem 21. März 1966 wurden mehr als 300 Fachgeschäfte für Unterhaltungselektronik auf dem Baugelände abgerissen. Am 3. August 1966 vereinbarte die Hafenbehörde mit der Stadt New York, anstelle von Steuern für den privat vermieteten Teil des WTC eine jährliche Zahlung an die Stadt zu leisten. Weil ein Anstieg dieser Jahrespauschale wegen einer Grundsteuererhöhung absehbar war, stimmte der New Yorker Bürgermeister dem Vertrag letztlich zu.

## Bau

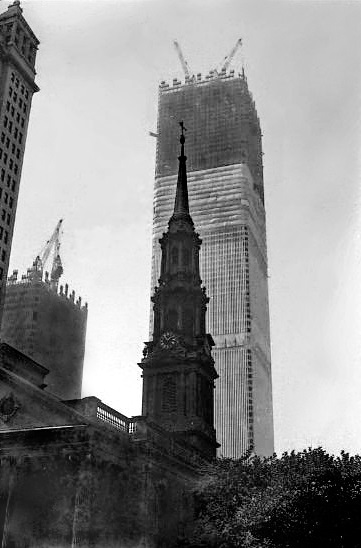
Bau der Zwillingstürme (1970)

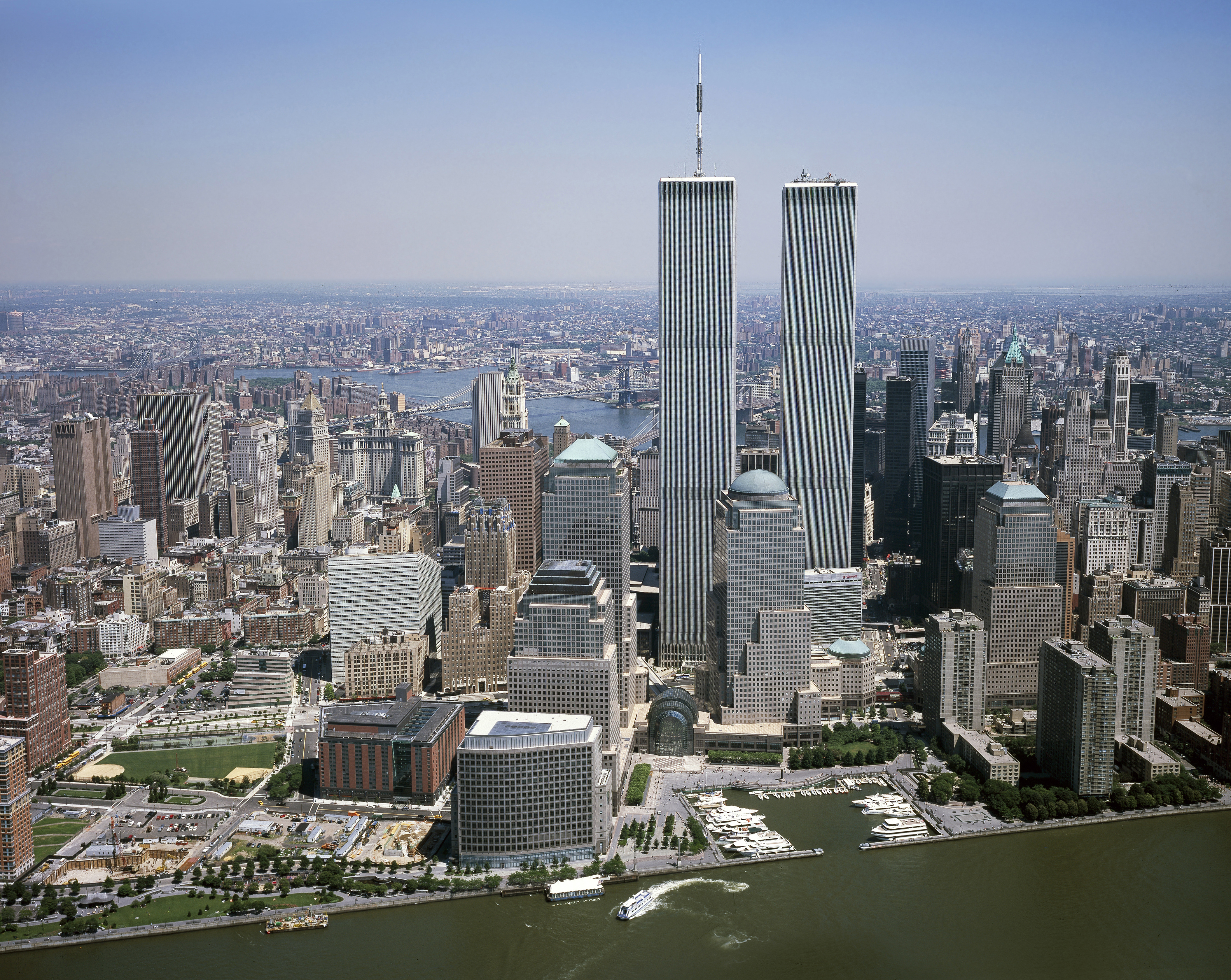
Das fertiggestellte World Trade Center von Westen aus gesehen

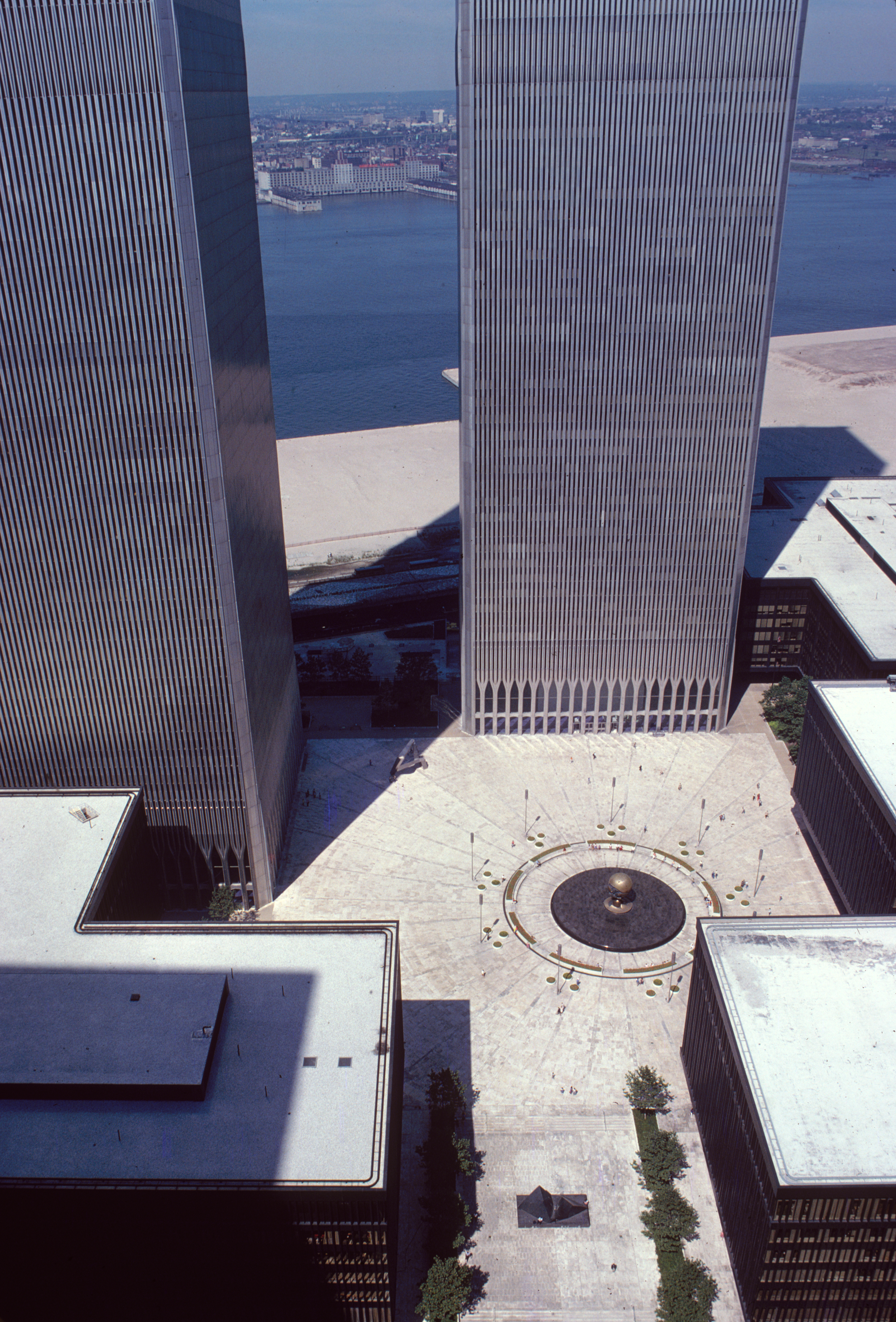
Vorplatz mit Brunnen und Koenigs Großer Kugelkaryatide N.Y. (1976)

Am 5. August 1966 wurde der Grundstein für das WTC gelegt. Der Baugrund war nicht naturgegeben, sondern das Ergebnis von Aufschüttungen früherer Generationen. Festen Grund fand man auf dem feuchten Boden erst in 21 Metern Tiefe. Das gesamte Gelände musste demzufolge zunächst mit einer innerhalb von 14 Monaten gegossenen 90 cm dicken und 21 m hohen Betonwanne gegen eindringendes Wasser aus dem Hudson River geschützt werden. Mit dem eine Million Kubikmeter umfassenden Aushub für die sechsgeschossige Sockelzone – das entspricht 100.000 LKW-Ladungen – wurde das westlich vom World Trade Center-Grundstück liegende Hafengelände zugeschüttet. Dadurch erweiterte man dessen Baufläche um 9,2 ha, sodass ab 1982 die vier Turmbauten des World Financial Center zu Füßen des World Trade Centers errichtet werden konnten.
Typisch für die nicht unumstrittenen Entwürfe des unter Höhenangst leidenden Architekten Yamasaki waren die nur 46 cm schmalen Fenster, die die Zwillingstürme fensterlos erscheinen ließen und lediglich 30 Prozent der Fassadenfläche bildeten.
Insgesamt wurden bei den Zwillingstürmen 43.600 Fenster verbaut. Die Außenhaut der Türme bestand vor allem aus einem stabilen Netz von je 59 Stahlpfeilern (Mittenabstand 1 m) pro Gebäudeseite. Anders als bei üblichen Hochhausbauten, deren Fassade wie eine Gardine an der inneren Tragstruktur aufgehängt war, besaß das aus jeweils 236 Stahlpfeilern gefertigte äußere Skelett der Zwillingstürme eine tatsächliche Tragfunktion. Die Stahlpfeiler der Fassade wurden durch Aluminiumprofile verkleidet. Der innere Kern der Zwillingstürme bestand aus jeweils 47 Stahlpfeilern. Beim Bau der Twin Towers wurden 200.000 Tonnen Stahl und 325.000 m³ Beton verarbeitet. Die Konstruktion sollte Orkanen mit Windgeschwindigkeiten von 300 km/h sowie den schlimmsten Erdbeben standhalten.
Im Zuge des Baus des World Trade Centers wurde 1969 die in New York ansässige World Trade Center Association (WTCA) gegründet, um die Botschaft „Frieden durch Handel und Wohlstand“ weltweit zu verbreiten. Die lizenzierungspflichtigen Namensrechte wurden mittlerweile an 320 weltweit existierende World Trade Center vergeben.
Zentrum des World-Trade-Center-Geländes war der nach dem Direktor der New Yorker Hafenbehörde benannte Austin J. Tobin Plaza. Der auch schlicht als WTC Plaza bekannte Vorplatz verband alle Gebäude des World-Trade-Center-Geländes miteinander. Für die zentrale Gestaltung einer Brunnenanlage auf dem WTC Plaza engagierte im Jahre 1966 die Port Authority of New York and New Jersey als Bauherr und Grundstückseigner auf Wunsch des World-Trade-Center-Architekten Minoru Yamasaki den renommierten deutschen Bildhauer Fritz Koenig aus Landshut.  Der Künstler entschied sich, dass inmitten der Brunnenanlage ein stilisierter Kopf mit einem Zyklopenauge und einem robusten Schädel bzw. Helm aus einem Sockel mit Schaft erwächst. Die größte Bronzeplastik der Neuzeit wog über zwanzig Tonnen, war 7,64 m hoch und hatte einen Durchmesser von 5,20 m. Montiert auf einer Porphyrscheibe (Höhe: 1 m, Durchmesser: 25 m) drehte sich die als Große Kugelkaryatide N.Y. benannte Bronzeskulptur binnen 15 Minuten einmal um ihre Achse. 600 Liter Wasser strömten pro Sekunde aus den unter der Bronzeplastik angebrachten Düsen der zugehörigen Brunnenanlage Plaza Fountain.  Das Brunnenwasser wurde dabei in einem um die Kugel verlaufenden Ring auf eine sich an die Kugel anschließende ebene Fläche gespritzt. Dadurch sollte der Eindruck entstehen, dass die Kugelkaryatide aus dem Wasser emporsteigt. Konzipiert wurde die hochkomplizierte Technik der Anlage am Institut für Hydrologie und Flussgebietsmanagement der Technischen Universität München, an der Koenig seit 1964 einen Lehrauftrag innehatte.
Die bereits 1971 eingeweihte Brunnenanlage samt Skulptur wurde umgehend zum beliebten Treffpunkt der New Yorker. Der ursprüngliche Name „Große Kugelkaryatide N.Y.“ konnte sich bei den New Yorkern nicht durchsetzen. Sie nannten die kugelförmige Skulptur „Koenig Sphere“ oder einfach nur „The Sphere“. Die monumentale Bronzeskulptur konnte nach den Terroranschlägen am 11. September 2001  als einziges noch erhaltenes Kunstwerk beschädigt, aber weitestgehend intakt aus den Trümmern der eingestürzten Twin Towers geborgen werden. Seither ist  The Sphere vom Kunstwerk zu einem bedeutenden symbolischen Mahnmal des 9/11-Gedenkens transformiert worden und steht seit 2017 nahezu unrestauriert im Liberty Park als Teil des 9/11 Memorial Museums im neuen World-Trade-Center-Komplex, rund 200 Meter entfernt vom ursprünglichen Standort auf der WTC Plaza.
Seit Eröffnung
Für das Datum der Fertigstellung der von der Tishman Construction Corporation in Kooperation mit der Karl Koch Erecting Company errichteten Zwillingstürme gibt es verschiedene Angaben. Während am 23. Dezember 1970 der letzte Träger des Nordturms (WTC 1) hochgehievt wurde, waren in der Woche zuvor bereits die ersten Mieter eingezogen. Am 19. Juli 1971 wurde die Errichtung des Rohbaus vom Südturm (WTC 2) abgeschlossen, im September bezogen die ersten Unternehmen auch hier ihre Büros. Die Zwillingstürme wurden offiziell am 4. April 1973 eingeweiht. Die vollständige Fertigstellung dauerte noch bis 1977. Zwischen 1972 und 1975 wurden auch die World Trade Center-Gebäude 4, 5 und 6 fertiggestellt.
Der World-Trade-Center-Komplex umfasste insgesamt 1.240.000 m² (13.400.000 Quadratfuß) Nutzungsfläche und besaß mit der Postleitzahl 10048 eine eigene Adresse. Etwa 50.000 Menschen arbeiteten in 430 Unternehmen aus 28 Ländern im New Yorker World Trade Center. Hinzu kamen täglich etwa 140.000, vor allem aufgrund der Aussichtsmöglichkeiten und der Restaurants in den Zwillingstürmen. Der auf 4,5 ha stehende World-Trade-Center-Komplex umfasste die Zwillingstürme (WTC 1 und WTC 2), fünf weitere Gebäude (WTC 3 bis WTC 7) sowie unter großen Teilen des WTC 4, WTC 5 und des Plaza eine aus sechs Untergeschossen bestehende Mall mit Einkaufspassage und Restaurants. The Mall war das größte Einkaufszentrum in Lower Manhattan. Zudem konnte hier trockenen Fußes zwischen den verschiedenen New Yorker U-Bahn-Linien umgestiegen werden. Der U-Bahnhof World Trade Center und eine Linie der PATH nach New Jersey waren Mittelpunkt des lokalen Personennahverkehrs. Unter dem WTC 3 und Teilen der Zwillingstürmen lag eine Tiefgarage für 2000 Fahrzeuge.
Der 417 Meter hohe Nordturm löste bei seiner Vollendung 1972 das 381 Meter hohe Empire State Building als höchstes Gebäude der Erde ab, das 41 Jahre lang diesen Titel für sich beanspruchen konnte. Schon 1974 musste das prestigeträchtige Attribut an den Sears Tower in Chicago abgetreten werden. Bis zum Jahr 2000, als durch Verlängerung der Antennen die Höhe des Sears Towers von 520 Metern auf 527 Meter gesteigert wurde, war der Nordturm mit dem 526,7 Meter hoch aufragenden Antennenmast allerdings das insgesamt höchste Bauwerk der Welt. Die Zwillingstürme waren die herausragenden und bekanntesten Gebäude des Bürokomplexes und prägten die New Yorker Skyline bis zu ihrem Einsturz am 11. September 2001.
Mitte der 1980er Jahre pachtete der Immobilienunternehmer Larry Silverstein ein Grundstück gegenüber dem World Trade Center-Komplex und erbaute darauf das 1987 eröffnete WTC 7. Im November 1995 wurde von der Port Authority of New York and New Jersey das als The Hotel bekannte WTC 3 für 141,5 Millionen US-Dollar an den Hotelbetreiber Marriott International verpachtet.
1998 entschied die landesbehördliche Port Authority of New York and New Jersey als Eigentümer des World Trade Centers auch die Zwillingstürme (WTC 1 und WTC 2), das WTC 4, das WTC 5, sowie 40.000 m² Einzelhandelsflächen der untergeschossigen Mall zu privatisieren, um sich wieder verstärkt auf das Kerngeschäft für infrastrukturelle Verbesserungen konzentrieren zu können. Zu diesem Zeitpunkt war das World Trade Center vollständig belegt, konnte jährliche Mieteinnahmen von 200 Millionen US-Dollar generieren und war eines der weltweit profitabelsten Immobilienobjekte.
Die im Jahr 2000 erfolgte Ausschreibung konnte nach einem massiven Bieterwettstreit ein Konsortium von Larry Silverstein, Joseph Cayre und Lloyd Goldman in Kooperation mit dem Einkaufszentrumsbetreiber Westfield America für sich entscheiden. Der 99 Jahre gültige Pachtvertrag mit einem Volumen von 3,2 Milliarden US-Dollar war die größte Immobilientransaktion der amerikanischen Geschichte und wurde am 24. Juli 2001 unterzeichnet.

## Standort
Das alte World Trade Center ⊙ lag im Financial District, dem Zentrum der Finanzwelt von New York City, an der Südwestspitze des Bezirks Downtown Manhattan.

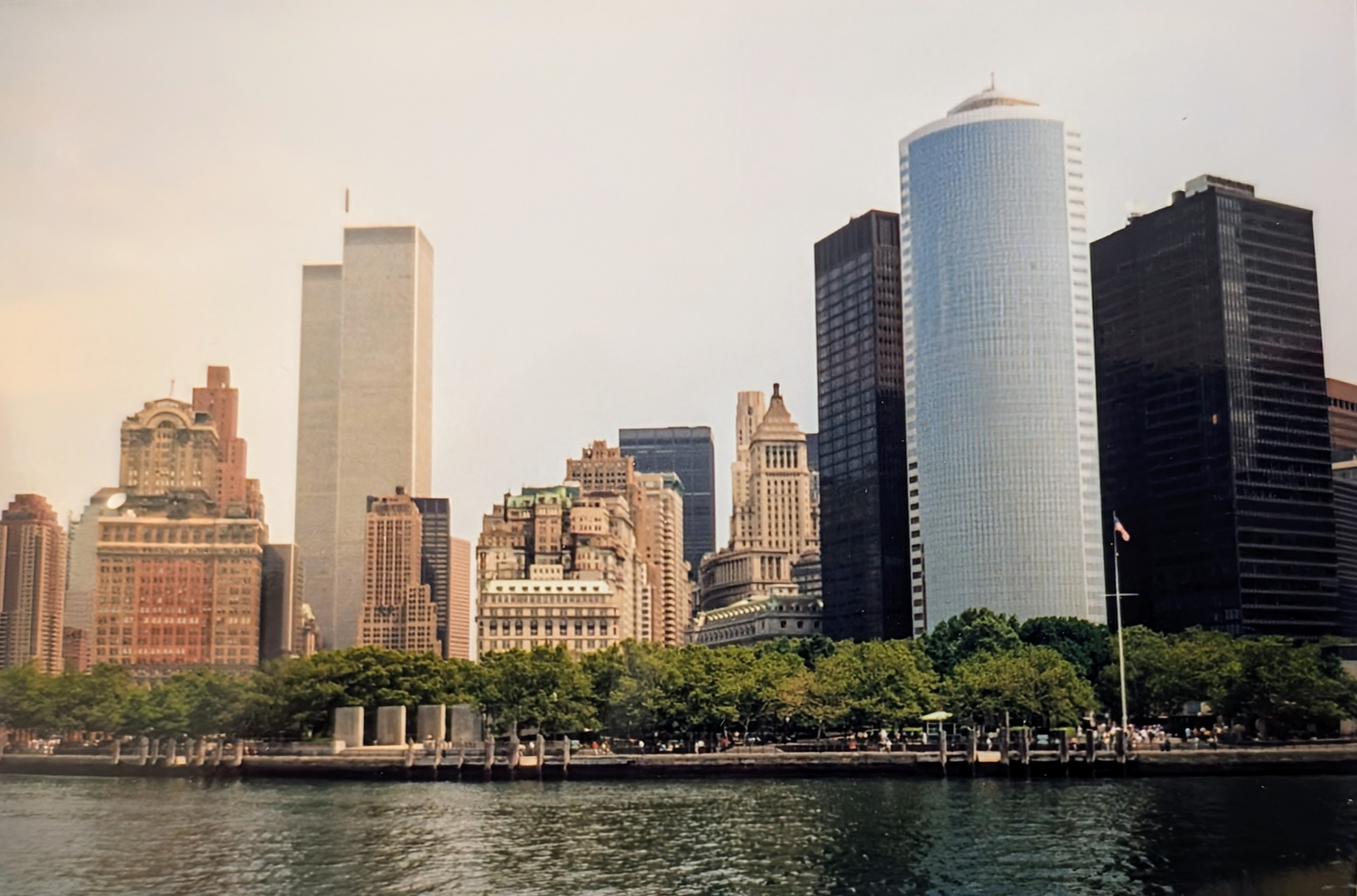
Blick auf Manhattan mit dem World Trade Center (1988)

Lageplan des World Trade Centers

Das Gelände des World-Trade-Center-Vierecks wurde im Norden von der Vesey Street umschlossen, von der Church Street im Osten, von der Liberty Street im Süden und der West Street im Westen. In der Mitte der Westfront stand der Nordturm (WTC 1 oder 1 World Trade) mit der Autoauffahrt von der West Street. Darüber ging vom WTC 6 eine Fußgängerbrücke zu den markanten Gebäuden des gegenüberliegenden World Financial Center (WFC, seit 2014 Brookfield Place) mit dem vorgelagerten Winter Garden Atrium.
In der südwestlichen Ecke des World-Trade-Center-Vierecks befand sich das als Marriott World Trade Center bekannte WTC 3. Mit seinem verhältnismäßig schmal wirkenden, leicht angewinkelten Grundriss verdeckte das 1981 eröffnete Hotel von Westen den Blick auf die unteren Etagen des Südturms. In der Nähe des WTC 3 überquerte die Fußgängerbrücke „Liberty Street Bridge“ vom WFC1 die West Street Richtung St. Nicholas Greek Orthodox Church. Die Kirche war neben dem Deutsche Bank Building und dem erst 1987 eröffneten WTC 7 eines der drei außerhalb des World Trade Center-Vierecks liegenden Gebäude, die bei den Terroranschlägen am 11. September 2001 zerstört bzw. danach abgerissen wurden.

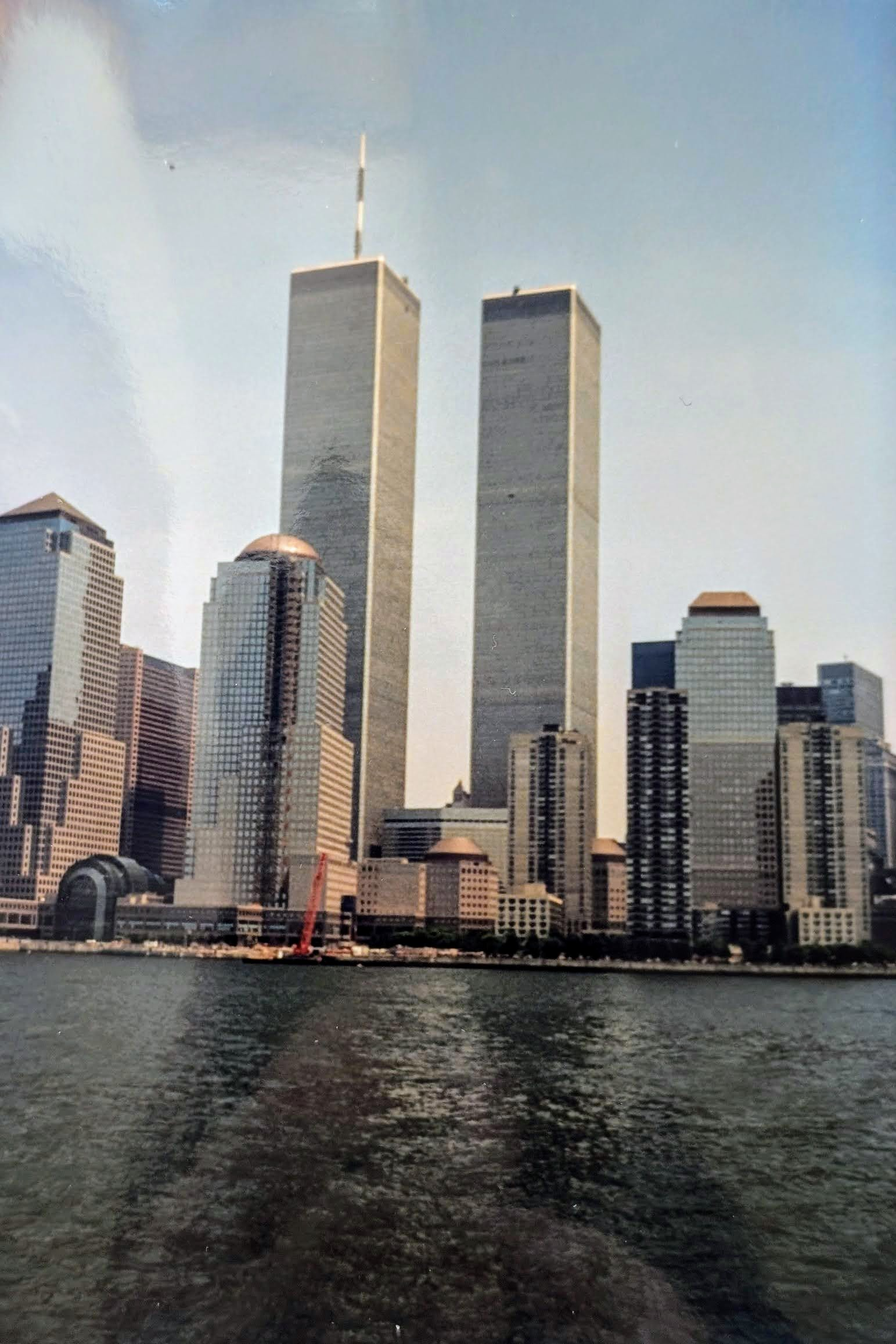
Blick auf die Zwillingstürme des World Trade Centers (1988)

Das WTC 7 stand außerhalb des eigentlichen World-Trade-Center-Vierecks nördlich der Vesey Street, war aber in Höhe des 3. Stockwerks mittels einer Promenade sowie einer Fußgängerbrücke mit dem nach Austin J. Tobin benannten Vorplatz, dem World Trade Center Plaza, verbunden. Die neunstöckigen WTC 4 und WTC 5 schlossen das World-Trade-Center-Quadrat in Richtung Osten ab. Unterhalb des World-Center-Geländes befanden sich eine unterirdische Shoppingmall, zahlreiche mehrstöckige Tiefgaragen und einige U-Bahnstationen der New Yorker Subway.

## Die einzelnen Gebäude

### WTC 1

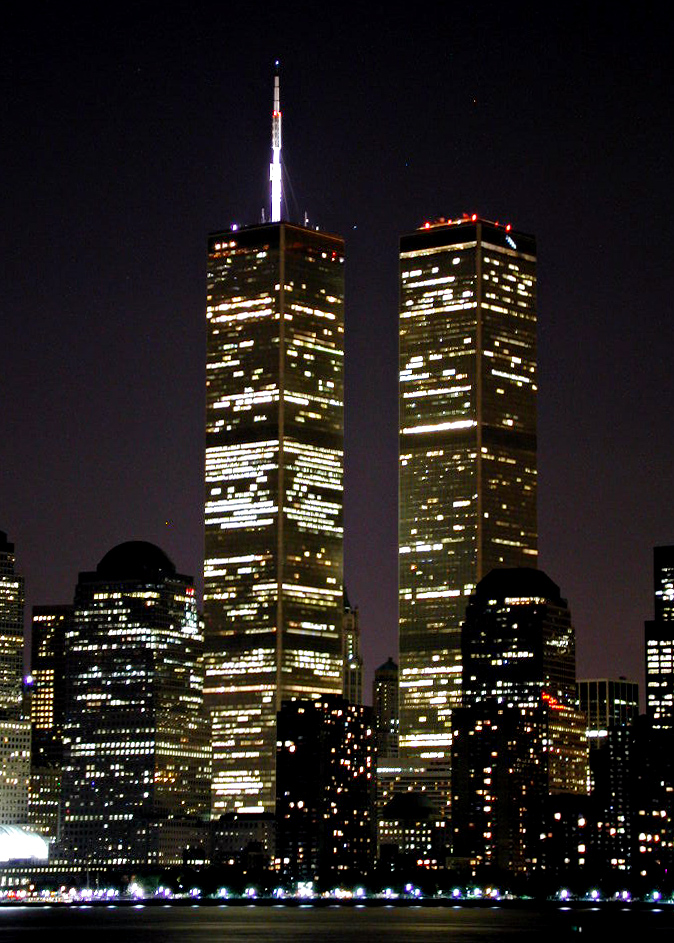
Die Zwillingstürme im Juli 2001

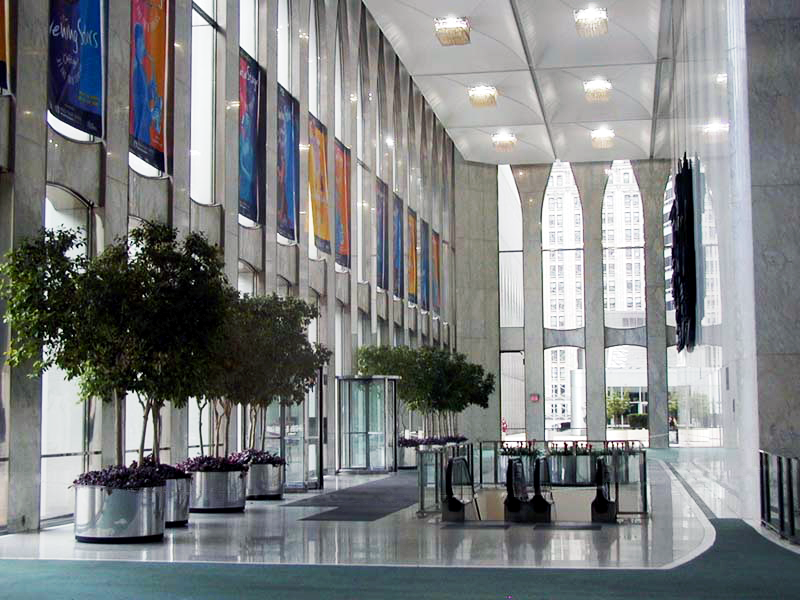
Die Lobby des Nordturms (2000)

Der 1972 als Teil der Zwillingstürme fertiggestellte Nordturm (deutsch zumeist WTC 1, englisch North Tower oder One World Trade Center, abgekürzt 1WTC) war 417 Meter hoch und kam dank eines im Jahre 1978 auf dem Dach installierten und 109,7 Meter hohen Antennenmasts auf eine Gesamthöhe von 526,7 Meter.
Der 417 Meter hohe Nordturm löste bei seiner Vollendung 1972 das 381 Meter hohe Empire State Building als höchstes Gebäude der Erde ab, das 41 Jahre lang diesen Titel für sich beanspruchen konnte. Schon 1974 musste das prestigeträchtige Attribut an den Sears Tower in Chicago abgetreten werden. Allerdings war der Nordturm mit dem 526,7 Meter hoch aufragenden Antennenmast das immer noch insgesamt höchste Gebäude der Welt. Erst im Jahr 2000 konnte der Sears Tower auch diesen Titel für sich beanspruchen, als durch Verlängerung der Antennen die Höhe des Sears Towers von 520 Metern auf 527 Meter gesteigert wurde.
Das WTC 1 hatte wie auch sein Zwillingsturm Grundabmessungen von 63,4 × 63,4 Meter, stand auf 21 Meter tiefen Fundamenten und hatte eine vermietbare Bürofläche von über 418.000 m², die sich auf die 110 Stockwerke verteilten. Jedes Geschoss war 3,65 Meter hoch und besaß eine Fläche von 4000 m².

Designkonzept der Twin Towers

Der Nord- und der Südturm verfügten über jeweils 99 Fahrstühle, von denen 23 als Shuttle-Express eine Geschwindigkeit von bis zu 8 m/s (28,8 km/h) erreichten. Die Zubringer-Aufzüge fuhren nonstop zu den Sky Lobbys auf der 44. und 78. Etage, um von hier aus auf einen lokalen Fahrstuhl umsteigen zu können. Zudem garantierten die Expressfahrstühle einen schnellen Transport zum „Windows on the World“-Restaurant und der zugehörigen Greatest Bar on Earth auf der 106. und 107. Etage. Durch die Panoramascheiben des Windows on the World konnte man über Queens, New Jersey, Brooklyn und den John-F.-Kennedy-Flughafen blicken. An klaren Tagen war eine Sicht bis zu 80 Kilometern möglich.
Jeweils acht Stockwerke waren ausschließlich mit Gebäudetechnik belegt. Hier befanden sich alle für die Gebäudeanlage nötigen Versorgungseinrichtungen wie Wasser- und Luftversorgung, Klimaanlagen und Elektrik. In der 110. Etage des Nordturms hatten zahlreiche Fernseh- und Radiostationen ihre Sendeanlagen. Unter den Mietern befand sich neben zahlreichen Unternehmen aus der Finanz- und Versicherungsbranche auch die Botschaftsvertretung von Thailand.
- Am Morgen des 7. August 1974 balancierte der französische Hochseilartist Philippe Petit ohne Sicherung und in 417 Metern Höhe auf einem zwischen die Zwillingstürme selbst gespannten Stahlseil insgesamt achtmal von Dach zu Dach. Nach der Aktion wurde Petit zunächst festgenommen. Aufgrund der ausführlichen Berichterstattung und der weltweiten Anerkennung seiner Leistung wurden sämtliche Anklagepunkte fallengelassen. Über diese Geschichte wurde 2008 der vielfach ausgezeichnete und Oscar-prämierte Dokumentarfilm Man on Wire veröffentlicht.[68]

- Am 13. Februar 1975 brach in den Büroräumen der B. F. Goodrich Company in der 11. Etage ein Feuer aus, das sich über einen Installationsschacht bis in die Etagen 9 und 14 ausbreitete. Die größten Schäden entstanden dabei im Stockwerk des Brandherds sowie in darunter liegenden Etagen durch den Einsatz von Löschwasser. Das Gebäude war zu diesem Zeitpunkt noch nicht mit einer Sprinkleranlage ausgestattet.[69]

- Am 22. Juli 1975 führte der selbst am Bau der Türme beteiligte Bauarbeiter Owen J. Quinn vom Dach des Nordturms einen Basejump aus und landete auf der Plaza, wo er von der Polizei festgenommen wurde.[70]

- Am 26. Mai 1977 nutzte die selbsternannte „menschliche Fliege“ George Willig die Vorrichtungen der Fensterputzanlage, um in 3,5 Stunden die Außenfassade des Nordturms vom Erdgeschoss bis zum Dach zu erklettern. Er wurde bei seinem Aufstieg auf den letzten Metern von Polizisten abgesichert und konnte so mit Hilfe der Polizei das Dach erklimmen. Willig wurde zu einer symbolischen Geldstrafe von 1,10 Dollar verurteilt – 1 Cent pro Stockwerk.[71]

- Im Mai 1983 kletterte Daniel Goodwin mit Saugnäpfen ausgestattet den Nordturm empor. Er sagte, sein Vorbild sei George Willig.[72]

- Am 13. Januar 1998 wurden zwei Geldboten auf ihrem Weg zur Bank of America im 11. Stock des Nordturms überfallen. Die drei maskierten Täter erbeuteten zunächst 1,6 Millionen US-Dollar, konnten aber kurze Zeit nach dem Raub festgenommen werden.[73]

### WTC 2
Der 1973 als Teil der Zwillingstürme fertiggestellte Südturm (englisch South Tower oder Two World Trade Center, abgekürzt 2WTC) war 415 Meter hoch. In der 110. Etage des Südturms befand sich die weltweit höchstgelegene öffentlich zugängliche Besucherterrasse. Auf dem 107. Stockwerk war eine innen liegende Aussichtsplattform. Die Aufteilung und technische Ausstattung entsprach der des Nordturms. Unter den Mietern befanden sich zahlreiche Unternehmen der Finanz-, Investment- und Versicherungsbranche.
Vom 11. September bis 10. Oktober 1995 wurde auf der Aussichtsplattform der 107. Etage des Südturms die Schachweltmeisterschaft 1995 zwischen Titelverteidiger Garri Kasparow und Herausforderer Viswanathan Anand veranstaltet. Kasparow gewann das in einer schallgedämmten Glaskabine ausgetragene Duell mit 10,5 zu 7,5 Punkten.

### WTC 3

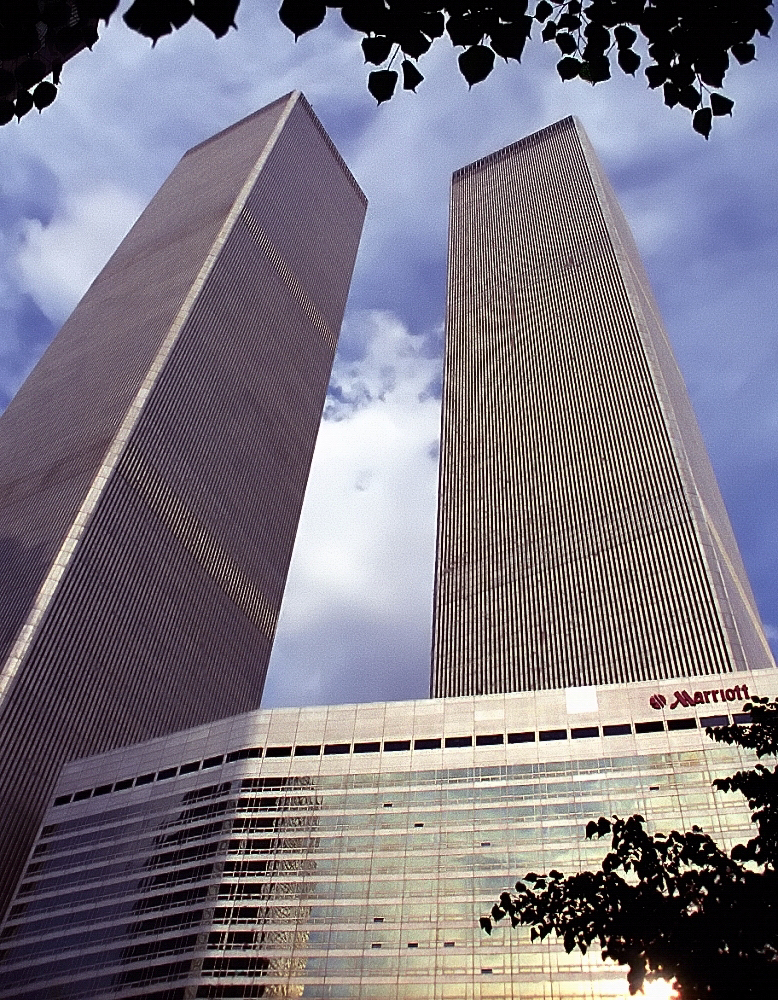
Marriott World Trade Center

Das 1981 unter dem Namen Vista Hotel eröffnete Marriott World Trade Center (kurz WTC 3) hatte 821 Hotelzimmer auf 22 Etagen und eine Höhe von 72 Meter. Der Entwurf stammte von Skidmore, Owings and Merrill.
Das Hotel der AAA-Kategorie hatte einen schmalen, der West Street folgenden Grundriss direkt zu Füßen der Zwillingstürme. Das Hotel hatte Verbindungen mit dem Nordturm (WTC 1) und dem Südturm (WTC 2). In den Verbindungen waren Modehäuser, Cafés und Restaurants untergebracht. Als Shops gab es in der Passage zu den beiden Türmen ein Greenhouse Cafe, den Tall Ships Bar & Grill, Times Square Gifts, von der Grayline New York Tours Bus ein Verkaufscenter sowie der Friseursalon Olga’s. Neben Restaurants gab es 2400 m² für Geschäftstreffen. Eine weitere Fußgängerbrücke überquerte die West Street in Richtung St. Niklas. Das ehemalige Vista-Hotel wurde von der Port Authority of New York and New Jersey im November 1995 für 141,5 Millionen US-Dollar an die Marriott-Gruppe verpachtet.
Das Marriott World Trade Center wurde am 11. September 2001 zunächst durch herabfallende Trümmer des einstürzenden Südturms beschädigt und schließlich durch den Kollaps des Nordturms zerstört. In der Halle des Hotels war nach 9.00 Uhr eine mobile Einsatzleitung der New Yorker Feuerwehr errichtet worden. Alle Gäste und das Personal wurden evakuiert.
Der britische Fernsehsender Channel 4 produzierte den Dokumentarfilm The 9/11 Hotel über 14 Mitarbeiter und Hotelgäste des Marriott World Trade Center, die die Terroranschläge am 11. September 2001 überlebten.

### WTC 4
Das 1975 eröffnete WTC 4 (auch South Plaza Building oder Commodities Exchange Center) war ein 36 Meter hohes neunstöckiges Gebäude, das im gleichen Design und im gleichen Stil wie die World Trade Center 5 und World Trade Center 6 konstruiert wurde.
Hauptmieter des WTC 4 war auf der 7., 8. und 9. Etage das synonymgebende Commodities Exchange Center mit der weltgrößten Warenterminbörse für Rohstoffe, New York Mercantile Exchange (NYMEX) sowie drei weiteren Warenterminbörsen des ICE Futures U.S. (Commodity Exchange (COMEX), New York Cotton Exchange (NYCE), Coffee, Sugar and Cocoa Exchange, Inc.). Im 8. Stockwerk des WTC 4 war das damals weltweit größte Handelsparkett für Warentermingeschäfte mit Gold, Silber, Platin, Kupfer, Aluminium, Rohöl, Heizöl, Erdgas, Propangas, Baumwolle, Zucker, Kakao und konzentrierten gefrorenen Orangensaft beheimatet. Die Rohstoffbörse für gefrorenes Orangensaftkonzentrat (F.C.O.J.) diente als Kulisse für die Komödie Die Glücksritter mit Eddie Murphy und Dan Aykroyd. Die Stockwerke 4, 5 und 6 mit insgesamt über 25.000 m² waren vollständig von der Deutschen Bank angemietet. An der zur Liberty Street gewandten Seite des WTC 4 befand sich der Eingang zu The Mall im Untergeschoss des World Trade Centers.
In den Katakomben des World Trade Center 4 waren Rohstoffdepots in zum Teil zweistöckigen Tresorräumen eingerichtet. Allein die ScotiaMocotta lagerte hier zum Zeitpunkt der Anschläge am 11. September etwa 11,2 t Gold und 850 t Silber im Gesamtwert von über 200 Millionen US-Dollar, die verwendet wurden, um Gold- und Silber-Terminkontrakte an der im WTC 4 ansässigen Warenterminbörse NYMEX auszugleichen. Die etwa 380.000 Unzen Gold und 30 Millionen Unzen Silber konnten mit Hilfe von Polizei und Feuerwehr geborgen werden.

### WTC 5
Das 1975 eröffnete WTC 5 (auch North Plaza Building) war ein 36 Meter hohes neunstöckiges Bürogebäude. Das L-förmig angelegte WTC 5 hatte ein Maß von 100 × 130 Meter. Jede Etage hatte eine Grundfläche von etwa 11.000 m².
Das US-amerikanische Finanzinstitut Morgan Stanley belegte mehr als 30.000 m² Bürofläche auf den gesamten Etagen 3, 4 und 5. Ein weiterer Hauptmieter war die Credit-Suisse-Investmentbank Credit Suisse First Boston mit über 16.000 m² auf den Stockwerken 7, 8 und 9.
Bei den Zusammenstürzen der Zwillingstürme am 11. September 2001 wurden die oberen sechs Stockwerke durch herabgefallene Trümmer und Brände schwer beschädigt oder waren zusammengestürzt. Auf dem Dach des World Trade Center 5 wurden Flugzeugteile von der in den Südturm eingeschlagenen Boeing 767 geborgen. Die unteren drei Etagen blieben unbeschädigt.
Das WTC 5 wurde im Januar 2002 vollständig abgerissen. Auf diesem Grundstück wird das neue Two World Trade Center stehen.

### WTC 6

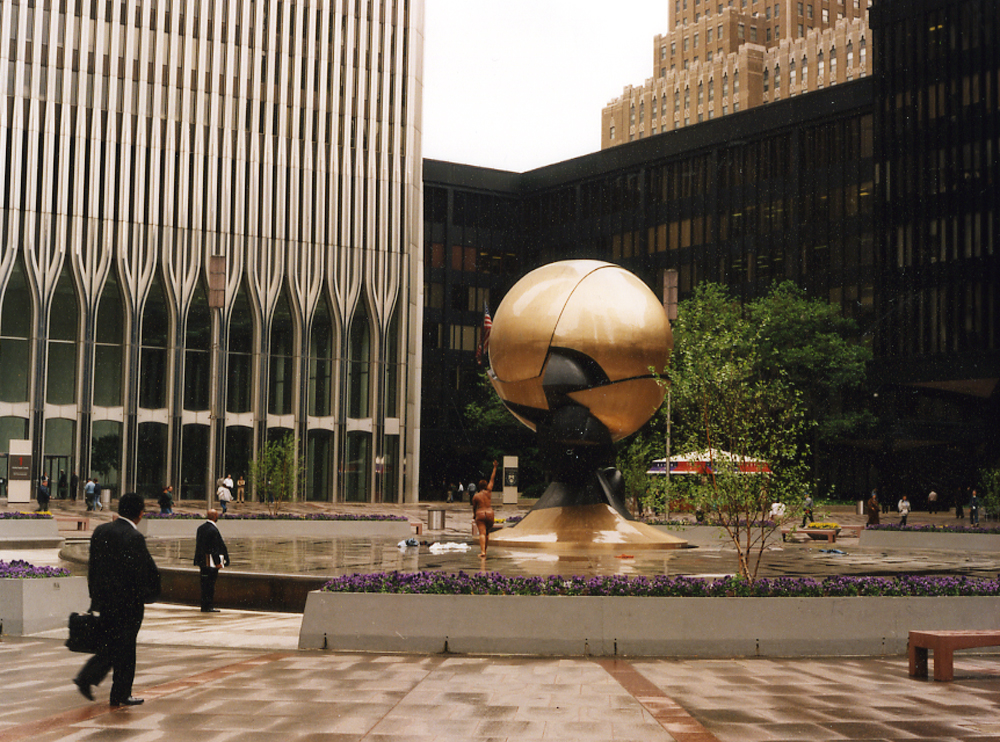
The Sphere vor dem WTC 6

Das 1975 eröffnete WTC 6 (auch U.S. Customshouse, deutsch US-Zollamt) befand sich an der nordwestlichen Ecke des World-Trade-Center-Komplexes zu Füßen des Nordturms. Das WTC 6 war mit 32 Metern Höhe und acht Stockwerken das niedrigste Gebäude des World-Trade-Center-Komplexes. In dem Bürobau mit einer Gesamtnutzungsfläche von 49.953 m² befanden sich Regierungsinstitutionen, wie die Zoll- und Grenzschutzbehörde, das Amt für Alkohol, Tabak, Schusswaffen und Sprengstoffe (ATF), das Handelsministerium, das Arbeitsministerium, das Landwirtschaftsministerium, sowie die Export-Import Bank of the United States.
Am 11. September 2001 waren bereits 12 Minuten nach dem Einschlag des Flugzeugs in den Nordturm alle 800 Arbeitnehmer aus dem WTC 6 erfolgreich evakuiert. Das WTC 6 wurde durch Trümmer und lang anhaltende Brände so stark beschädigt, dass es wie alle anderen Gebäude des weltgrößten Bürokomplexes letztlich vollständig abgerissen werden musste. Unter anderem war ein schätzungsweise 1000 Tonnen schweres und 40 Meter breites Segment des einstürzenden Nordturms bis in die Kellergeschosse des WTC 6 herabgestürzt. Auf dem Grund des WTC 6 wurde der neue Wolkenkratzer One World Trade Center errichtet.

### WTC 7

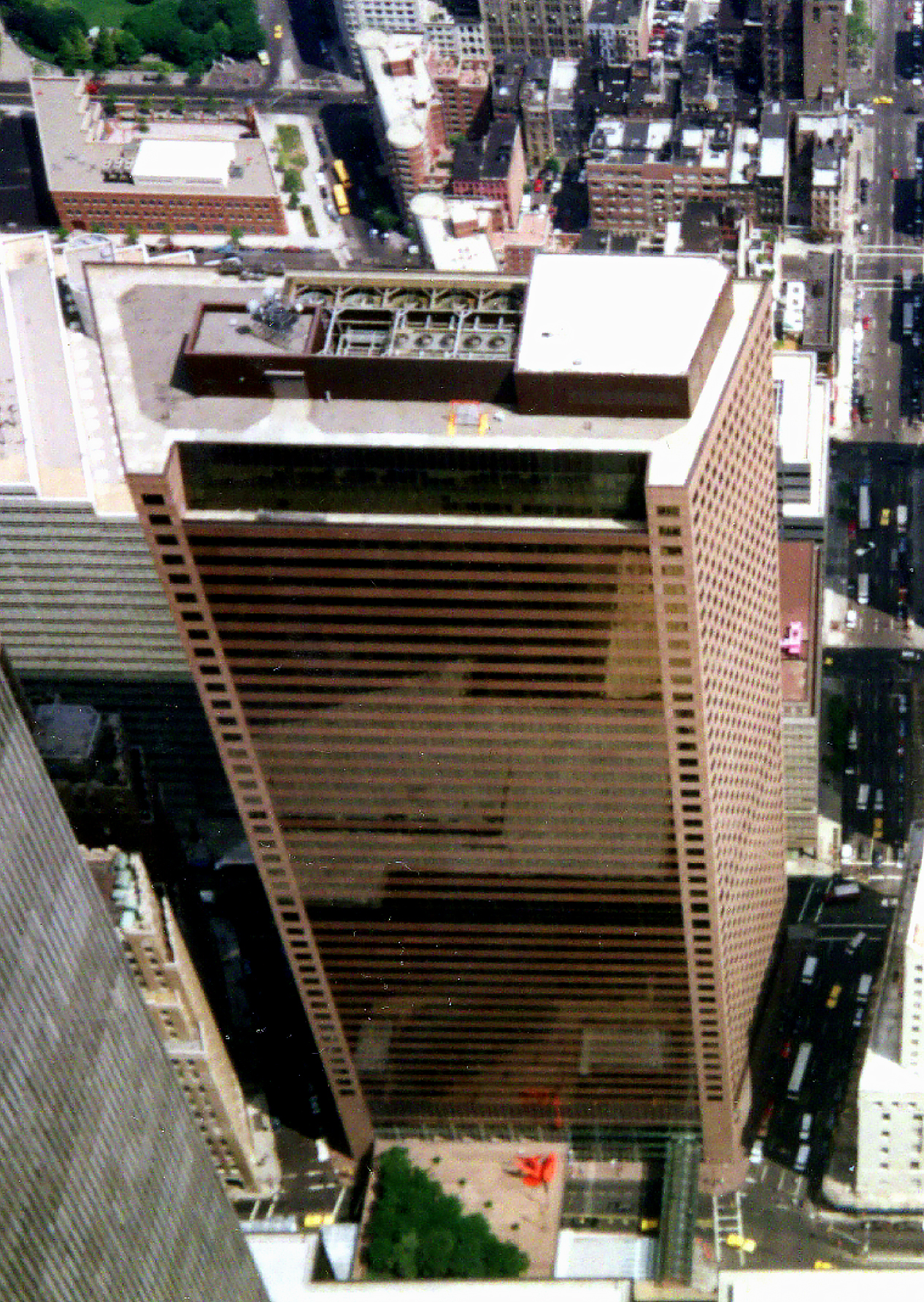
WTC 7

Das WTC 7 wurde zwischen 1984 und 1987 auf einem Grundstück der New Yorker Hafenbehörde nördlich der Vesey Street gegenüber dem eigentlichen World-Trade-Center-Viereck, aber als Teil des Gesamtkomplexes, errichtet. Es war 186 Meter hoch, hatte 47 Stockwerke und war in Höhe des dritten Stockwerks mit einer Promenade und einer Fußgängerbrücke mit dem WTC-Hauptkomplex verbunden. Bauherr und Eigner war die Immobiliengesellschaft Silverstein Properties, der Entwurf stammte vom Architekturbüro Emery Roth & Sons, die Bauarbeiten wurden wie bei den Zwillingstürmen von Tishman Construction durchgeführt. Das WTC 7 hatte eine Gesamtnutzfläche von 200.000 m², von denen 174.000 m² als Bürofläche konzipiert wurden.
1989 erfolgte im Auftrag des neuen Hauptmieters Salomon Brothers ein umfangreicher 200 Millionen US-Dollar teurer Umbau zu einem bis dahin einmaligen „Gebäude-im-Gebäude“. Dabei wurden zusätzlich über 375 Tonnen Stahl verbaut, um die Stockwerke für die Sonderausstattung der Salomon Brothers zu verstärken. Danach wurde das WTC 7 auch Salomon Brothers Building genannt. Wie auch im WTC 6 gehörten zahlreiche Regierungsbehörden zu den Mietern, wie die US-Steuerbehörde (IRS), die US-Börsenaufsicht (SEC), das US-Verteidigungsministerium, der U.S. Secret Service, die Central Intelligence Agency (CIA) sowie das Office of Emergency Management der Stadt New York City.

## Bombenanschlag am 26. Februar 1993
Der Gebäudekomplex war erstmals am 26. Februar 1993 Ziel eines Bombenanschlags islamistischer Terroristen. Damals hatten Terroristen einen gemieteten Ryder-Van auf der Ebene B2 der Tiefgarage des Nordturms des World Trade Centers abgestellt. In ihm hatten sich etwa 700 kg des Sprengstoffs Harnstoffnitrat befunden sowie etliche Druckgasbehälter mit Wasserstoff, die die Wucht bei der Explosion des Fahrzeugs noch verstärken sollten. Die Explosion riss ein 30 Meter großes Loch in vier der sechs Untergeschosse (in Betonbauweise).
Sieben Stockwerke wurden besonders schwer beschädigt, sechs davon unter der Erde. Beim Anschlag starben sechs Menschen, über tausend wurden verletzt. Daraus resultierte einer der größten Rettungseinsätze in der Stadt New York, wobei etwa 45 % des diensthabenden Personals der Feuerwehr zu diesem Schadensereignis gerufen wurden. Sechs islamistische Terroristen wurden 1997 bzw. 1998 dieses Attentats für schuldig befunden und zu je 240 Jahren Freiheitsstrafe verurteilt.
Im Zuge der Anschläge wurden neue Sicherheitsbestimmungen für das World Trade Center erlassen und die Port Authority of New York and New Jersey investierte in den folgenden acht Jahren 700 Millionen US-Dollar für Sicherheitsmaßnahmen in den Gebäuden. Zudem wurde im Juni 1999 im 23. Stockwerk des WTC 7 das hochtechnisierte und 13 Millionen US-Dollar teure Office of Emergency Management (OEM) vom OEM-Direktor und Antiterrorexperten Jerome Hauer eingeweiht. Das bombensichere Notfall- und Katastrophenzentrum war rund um die Uhr besetzt und sollte bei einem Terroranschlag, Katastrophenfall oder einem großflächigen Stromausfall die New Yorker Feuerwehr, Polizei und sonstige Notdienste koordinieren. In den Zuständigkeitsbereich des OEM fielen außerdem tägliche Notfallübungen.

## Terroranschläge am 11. September 2001

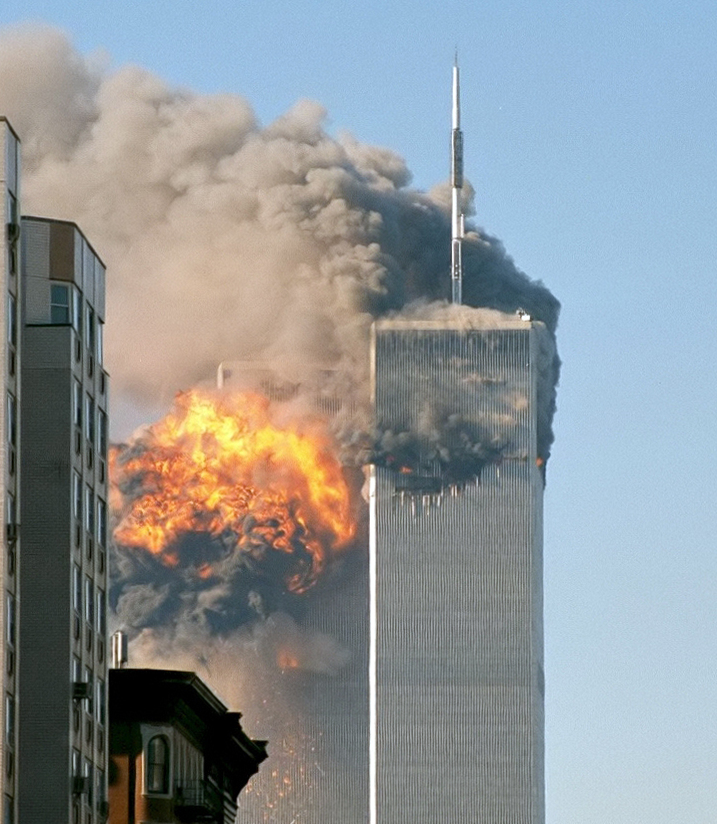
Einschlag in das WTC 2
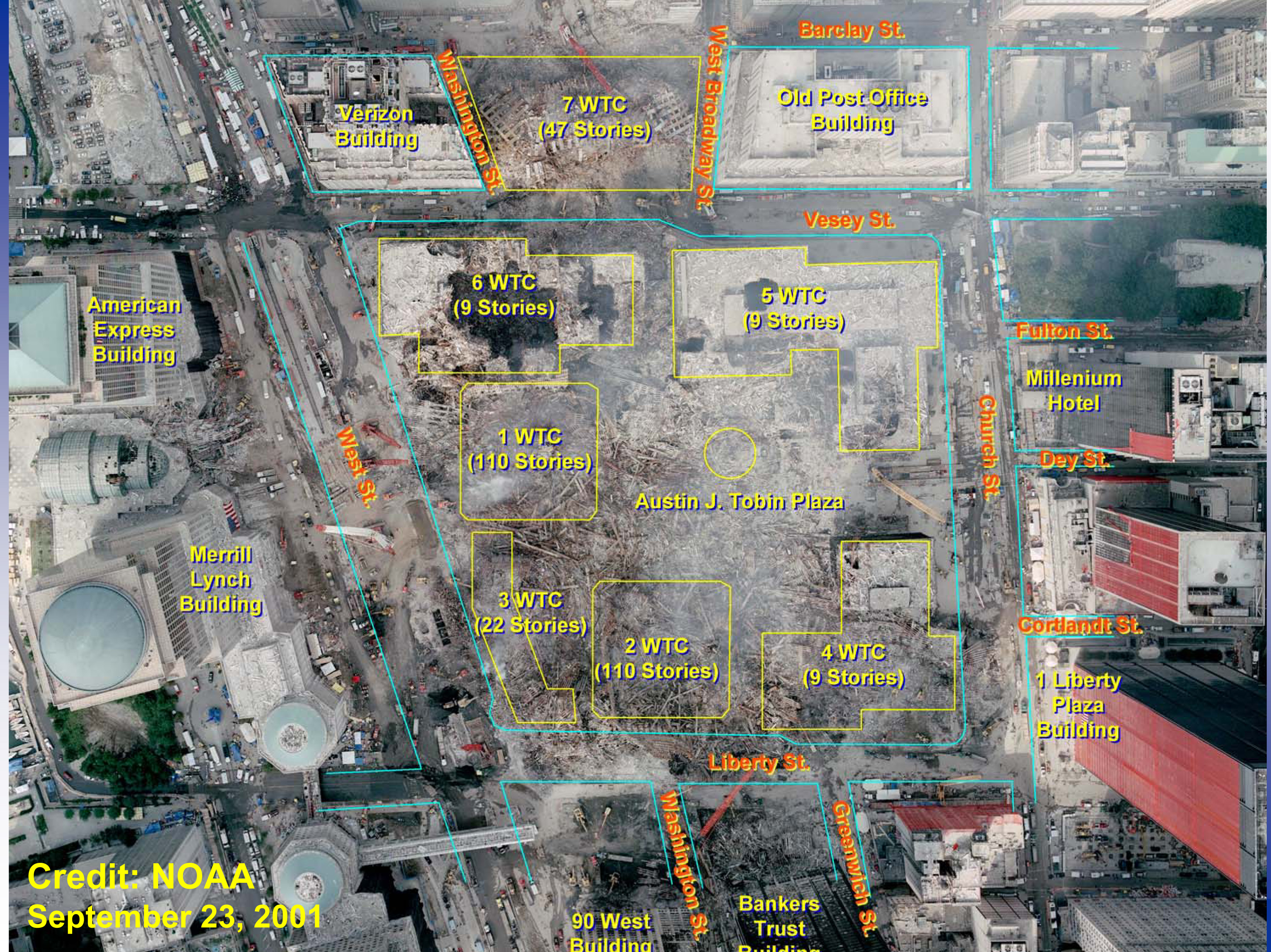
Luftbild von Ground Zero am 23. September 2001

Am Morgen des 11. Septembers 2001 entführten 19 Terroristen des Netzwerks al-Qaida vier Flugzeuge auf Inlandslinienflügen. Zwei davon wurden von jeweils fünf Entführern in die Zwillingstürme gesteuert. Um 8:46 Uhr schlug American-Airlines-Flug 11 in den Nordturm (WTC 1), um 9:02 Uhr schlug United-Airlines-Flug 175 in den Südturm (WTC 2) ein. Das explodierende Kerosin löste anhaltende Gebäudebrände auf vielen Stockwerken aus. Der Südturm kollabierte um 9:59 Uhr Ortszeit, der Nordturm um 10:28 Uhr.
Die 9/11-Kommission klärte von Dezember 2002 bis August 2004 Entstehung, Planung und Verlauf der Anschläge auf. Das National Institute of Standards and Technology (NIST) klärte von 2002 bis 2008 die physikalischen Ursachen der Einstürze von WTC 1, 2 und 7 auf und gab mehrere Untersuchungsberichte dazu heraus. Nach dem Abschlussbericht für die Türme durchtrennte der erste Einschlag zwischen dem 93. und 99. Stockwerk 35 von 236 Außenpfeilern sowie sechs von 47 Innenpfeilern des WTC 1 und entfernte an 43 davon die Brandschutzbeschichtung. Drei Treppenhäuser stürzten ein und unterbrachen die Fahrstuhlverbindungen oberhalb des 60. Stockwerks. Geschätzte 15 % des getankten Kerosins gingen in einem Feuerball auf, etwa 50 % liefen unverbrannt im Gebäude aus. Brennendes Kerosin schoss nach oben und unten durch die Aufzugsschächte, sprengte Türen und Wände auf mehreren Stockwerken bis hinein in den Keller sowie viele Fenster der Lobby im Erdgeschoss und durchfegte die Eingangshalle bis zum Ausgang zum WTC 3. Unmittelbar danach riefen viele Betroffene den Notruf an.
Der zweite Flugzeugeinschlag erfolgte mit 870 km/h zwischen dem 77. und dem 85. Stockwerk des WTC 2 und durchtrennte 33 von 236 Außenpfeilern, darunter den südwestlichen Eckpfeiler, sowie zehn von 47 Innenpfeilern und löste an 39 davon die Brandschutzbeschichtung ab. Auch hier verbrannten weniger als 15 % des Kerosins sofort, mindestens die Hälfte lief unverbrannt im Gebäude aus. Das Gewicht des oberen Gebäudeteils verteilte sich auf die restlichen intakten Außen- und Innenpfeiler. Die horizontale Zugkraft der nach dem Wegbrechen der durchtrennten Innenstützen durchhängenden Decken bzw. Fußböden der Stockwerke 79 bis 84 zog die östlichen Außenpfeiler schon 18 Minuten später nach innen. Als die geschwächte Baustruktur und versagende Stützpfeiler die Gewichte nicht mehr tragen konnten, kippte der obere Teil nach Süden und Osten ab. Um 9:58:59 Uhr kollabierte das WTC 2 in neun Sekunden. Seit 10:06 Uhr erwartete das New York City Police Department auch den Einsturz des WTC 1. Um 10:23 Uhr gaben die Etagen auf der Südseite nach; um 10:28 Uhr kippte der Gebäudeteil über der Einschlagszone nach Süden und durchschlug dann alle Stockwerke darunter in 12 Sekunden. Die seitliche Führung der herabfallenden, pro Etage jeweils 4000 bis 5000 t wiegenden Decken durch die Innen- und Außenstützen war ein Grund, dass die Gebäude nahezu geradlinig von oben nach unten kollabierten, ohne zur Seite zu kippen. Hauptursachen der Einstürze waren laut NIST direkte Schäden an der Baustruktur durch die Flugzeugeinschläge, großflächige anhaltende Brände auf mehreren Stockwerken, die die nunmehr unbeschichteten Stahlträger des Innenkerns rasch erhitzten, aufweichten und ihre Belastung auf die äußeren Stützpfeiler übertrugen, bis diese nach innen einsackten und die Stockwerke darüber nicht mehr tragen konnten.
Rund 15.000 Personen konnten die Türme rechtzeitig verlassen. Bei den Flugzeugeinschlägen und Gebäudeeinstürzen starben insgesamt 2753 Menschen. 16 Personen überlebten in einem Treppenhaus des WTC 1.

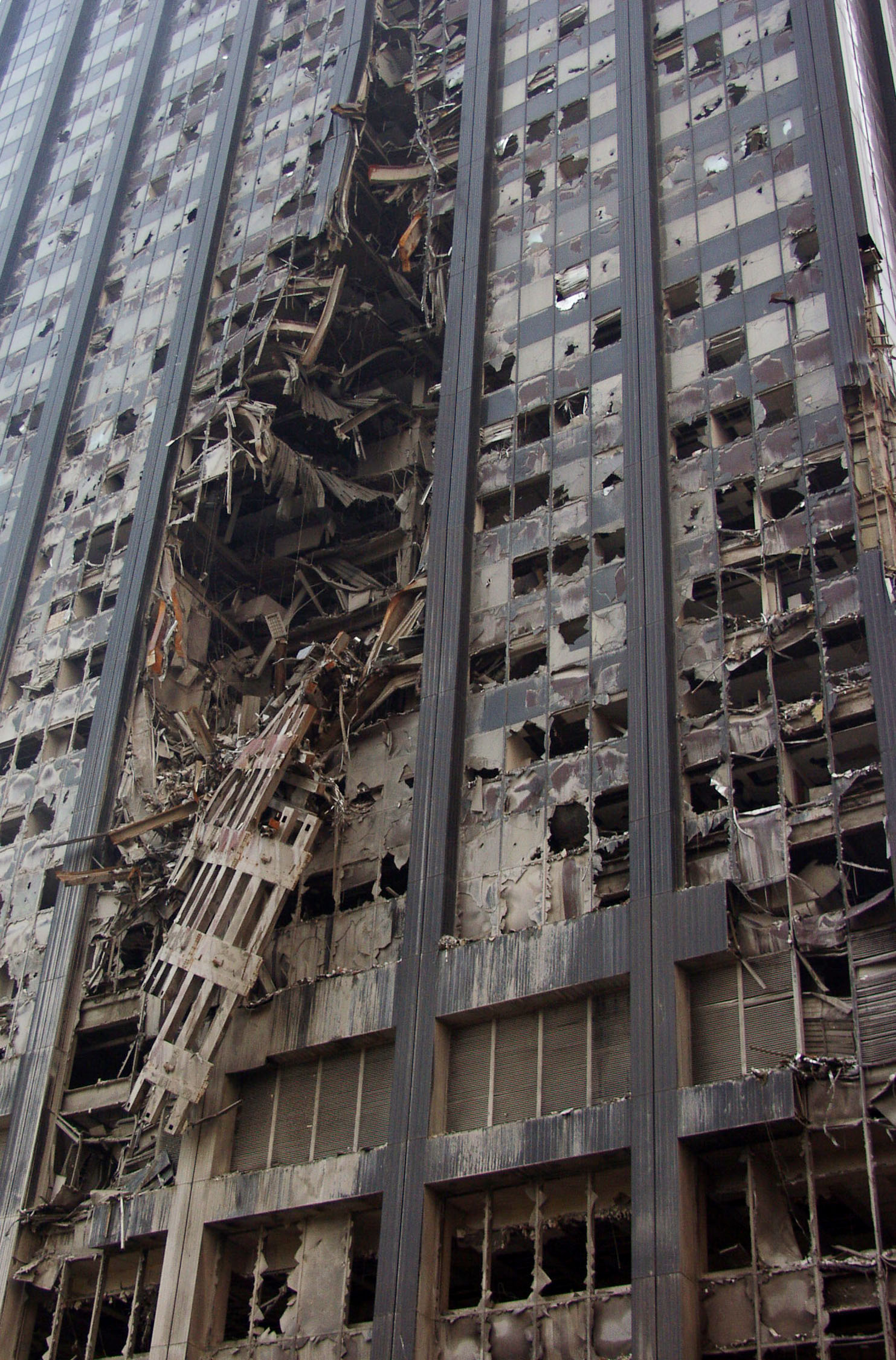
Zerstörte Fassade des Deutsche Bank Building

 Der Einsturz des WTC 2 zerstörte über 24 Stockwerke und mehr als 1700 Fenster des Deutsche Bank Building. Giftiger Staub kontaminierte das Gebäude. Später wurden dort insgesamt über 700 menschliche Knochenteile gefunden. Nach langjährigen versicherungsrechtlichen Streitigkeiten entschieden Gutachter, der asbestverseuchte Wolkenkratzer sei vollständig Stockwerk für Stockwerk abzutragen. 2004 erhielt die Deutsche Bank 140 Millionen US-Dollar Versicherungsgelder und verkaufte das abrissreife Gebäude für weitere 90 Millionen US-Dollar an die städtische Lower Manhattan Development Corporation. Das weitere Abtragen dauerte bis 2011 und kostete insgesamt 300 Millionen US-Dollar.
Der Einsturz des WTC 2 beschädigte zudem das WTC 3, zerstörte einen Großteil des WTC 4 und begrub die 11 Meter hohe St. Nicholas Greek Orthodox Church vollständig unter den Trümmern. Auch der unbeschädigte Teil des WTC 4 wurde für Neubauten abgerissen.
Trümmer des WTC 1 fielen auf das 110 Meter weit entfernte WTC 7 und verursachten unkontrollierbare Brände, da Hauptwasserleitungen zerstört wurden, eine Sprinkleranlage ausgefallen war, die Brandherde unzugänglich waren und die Feuerwehr aus Sicherheitsgründen gegen 14:30 Uhr jenes Tages abgezogen wurde. Um 17:20 Uhr stürzte das WTC 7 vollständig ein. Die NIST-Untersuchung dazu ergab, dass Stahlträger und -stützen durch ihre von den unkontrollierten Bränden bewirkte Wärmeausdehnungen verbogen und verschoben wurden. Dadurch brach im 13. Stockwerk eine Verbindung zwischen einem Träger und einer Stütze. Das Stockwerk stürzte an dieser Stelle ein und riss die Stockwerke darunter bis zum 5. Stockwerk mit sich. Drei nun über die Länge von acht Stockwerken freistehende Stützpfeiler wurden an dieser Stelle überlastet, knickten ein und führten so den Totaleinsturz herbei. Gebäude mit gleichartiger Stahlrahmenkonstruktion waren bei ähnlichen Brandumständen bis dahin nicht eingestürzt, hatten aber ein anderes strukturelles Design als das WTC 7.
Seit dem 11. September wird die World Trade Center Site ⊙ auch Ground Zero genannt. Im Mai 2002 wurden die Aufräumarbeiten dort beendet. Die meisten Trümmer und der Aushub wurden auf die Bauschuttdeponie Fresh Kills in Staten Island, N.Y. transportiert. Bei der Entfernung des Schutts und des Aushubs wurde versucht, die Überreste von Opfern des Anschlags herauszufiltern und genetisch zu identifizieren. In der Folge gab es in den USA eine Debatte um den Umgang mit dem World-Trade-Center-Grundstück und der Deponie.
Zum Gedenken an die Opfer wird jährlich am 11. September das Tribute in Light („Ehrerbietung in Licht“) ausgerichtet. Dabei werden die Umrisse der Zwillingstürme als Lichtsäulen am Abend- und Nachthimmel nachgebildet.
Verschwörungstheorien zum 11. September 2001 behaupten andere Ursachen der Gebäudeeinstürze, meist eine kontrollierte Sprengung mit Explosivstoffen, die vor den Flugzeugeinschlägen heimlich im Gebäude platziert worden seien. Diese These wiesen die NIST-Berichte detailliert zurück. Antisemitische Verschwörungstheorien stellen Larry Silverstein, den jüdischstämmigen Pächter der Türme und Eigentümer des WTC 7, häufig als Profiteur der Gebäudeeinstürze dar und behaupten: Er müsse die Anschläge erwartet haben, da er die WTC-Türme erst kurz zuvor zu sehr günstigen Konditionen erworben und für ihn günstige Versicherungspolicen abgeschlossen habe. Tatsächlich musste Silversteins Unternehmen die Leasingraten für die zerstörten Gebäude weiterzahlen, erhielt nach langem Rechtsstreit nur etwa die Hälfte der angestrebten Versicherungssumme und war rechtlich verpflichtet, diese in den Neubau zu investieren.

## Neubebauung

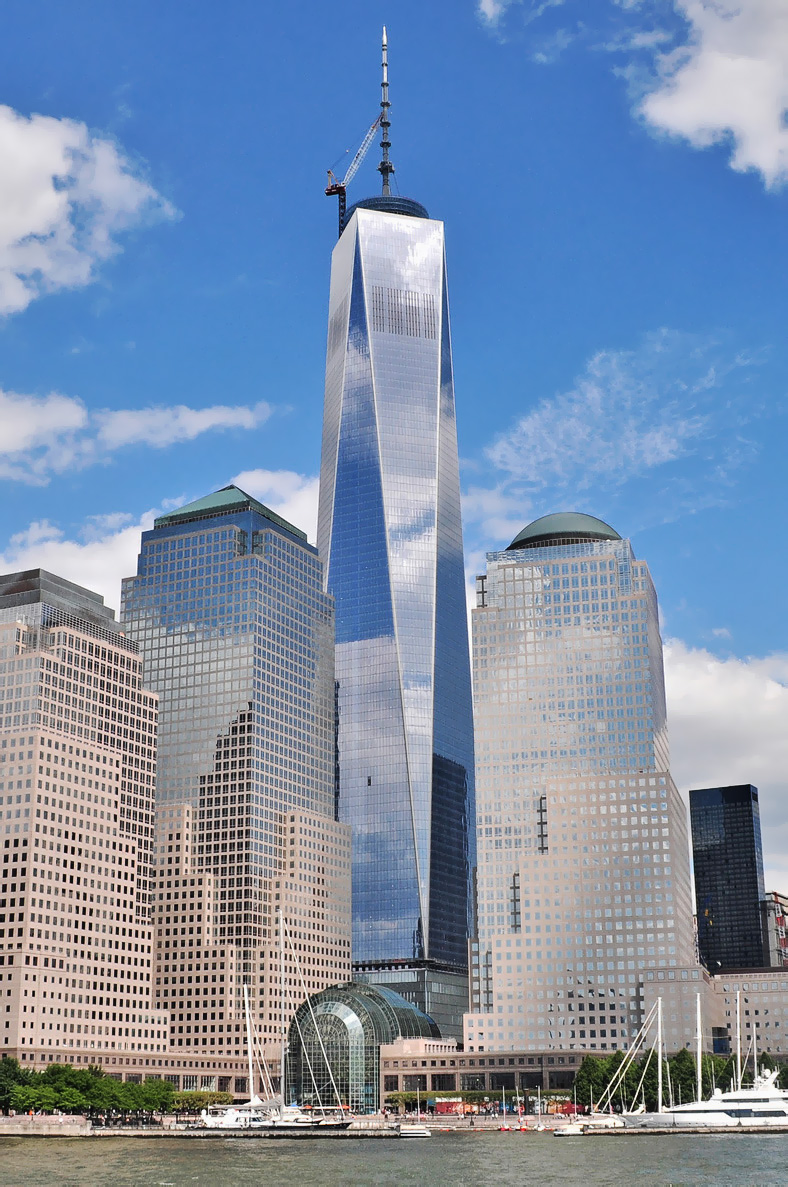
One World Trade Center

Lageplan

Ein Jahr nach den Anschlägen begann der Wiederaufbau des World Trade Centers. Am 7. Mai 2002 erfolgte zuerst der Spatenstich für das 7 World Trade Center, dessen Neubau 2006 abgeschlossen war. In den folgenden Jahren entstanden weitere Bauten, darunter das 2014 eröffnet One World Trade Center, mit 541,3 Meter das höchste Gebäude der westlichen Hemisphäre.
Auf dem Gelände des World Trade Centers entstanden bis 2024 :
- One World Trade Center, 1 World Trade Center (Höhe: 541 Meter; Architekt David Childs), Eröffnung am 3. November 2014.
- Two World Trade Center, 200 Greenwich Street (Höhe: 410,9 Meter; Architekt Norman Foster), Stand 2024 gestoppt.
- Three World Trade Center, 175 Greenwich Street (Höhe 356,9 Meter; Architekt Richard Rogers), Eröffnung am 11. Juni 2018.
- Four World Trade Center, 150 Greenwich Street (Höhe 297,7 Meter; Architekt Fumihiko Maki), Eröffnung am 13. November 2013.
- 5 World Trade Center, 130 Liberty Street (Höhe: 280 Meter; Architekten Kohn Pedersen Fox Associates), Baubeginn steht noch nicht fest.[117][118]
- 7 World Trade Center, 250 Greenwich Street (Höhe: 226 Meter; Architekt David Childs), Eröffnung am 23. Mai 2006.
- World Trade Center Memorial, Eröffnung des Museums der Gedenkstätte am 15. Mai 2014.

## Filme
- 11. September – Die letzten Stunden im World Trade Center (F, USA 2001): Dokumentarfilm der Brüder Jules und Gédéon Naudet über den Terroranschlag auf das World Trade Center in New York. Ursprünglich hatten die französischen Filmemacher eine Dokumentation über einen „Feuerwehrmann in Ausbildung“ in New York geplant. Dabei gerieten sie am 11. September 2001 in die Rettungsaktion der Feuerwehr in New York und es gelangen dramatische und einzigartige Bilder der Katastrophe und des Umgangs der Menschen mit ihr.
- 9/11 – Die letzten Minuten im World Trade Center (USA/GBR 2006): Doku-Drama mit einer Rekonstruktion des Infernos. Basiert auch auf Aussagen Überlebender, Polizeiberichten und Aufzeichnungen von Telefonaten.
- Bombenattentat auf das World Trade Center (USA 1997): Der Spielfilm rekonstruiert die Fahndungsmaßnahmen nach dem Bombenattentat auf das World Trade Center am 26. Februar 1993.
- Die einsamen Schützen (USA 2001): Ein Flugzeuganschlag auf das World Trade Center wird verhindert.
- Die Simpsons (USA 1998): In der 179. Episode Homer und New York muss Homer Simpson entdecken, dass sein Auto zwischen den beiden Zwillingstürmen geparkt wurde. Die Türme spielen eine große Rolle, als Homer auf die Toilette muss. Nach den Terroranschlägen vom 11. September wurde die Folge in den USA für längere Zeit nicht mehr gesendet.
- Man on Wire (GB 2008): Oscar-prämierter Dokumentarfilm, der vom Hochseil-Lauf Philippe Petits zwischen den Twin Towers am 7. August 1974 berichtet.
- The Walk (USA 2015): Kinofilm über den Hochseil-Artisten Philippe Petit und seinem Balanceakt zwischen den Zwillingstürmen im August 1974.
- World Trade Center (USA 2006): Der Kinofilm beschreibt den Einsturz des World Trade Centers aus der Sicht der New Yorker Polizisten John McLoughlin und William Jimeno, die im realen Leben die Anschläge am 11. September 2001 überlebten.
- Meteor (USA 1979): Im Spielfilm wird das World Trade Center durch den Einschlag eines Meteoriten zerstört. Die Trümmer des WTC begraben die unterirdische Kommandozentrale, von der aus der mit Atomwaffen bestückte Abwehrsatellit „Hercules“ gesteuert wurde.
- King Kong (USA 1976): Im Remake des Filmklassikers klettert King Kong im Gegensatz zur Originalvorlage King Kong und die weiße Frau nicht auf das Empire State Building, sondern auf das World Trade Center.
- Labyrinth der Monster (USA 1982): Robbie Wheeimling will sich vom Südturm herunterstürzen, um „im Flug“ das Ziel seiner Visionen zu erreichen. Seine Freunde können ihn aber unter Hinweis auf die Regeln des Rollenspiels davon überzeugen, nicht zu springen. Sie weisen Robbie darauf hin, zum Fliegen habe er nicht genug „Punkte“.
- Gangs of New York (USA 2002): Die Schlusssequenz stellt im Zeitraffer dar, wie Manhattan sich bis in die heutige Zeit entwickelte. Die Skyline Manhattans zeigt die beiden Zwillingstürme WTC 1 und WTC 2.[119]
- Kevin – Allein in New York (USA 1992): Im Spielfilm steigt der Junge Kevin als Tourist auf das Dach des World Trade Center.
- Vier schräge Vögel (USA 1972): In der Gangsterkomödie fliegt die titelgebende Diebesbande im Hubschrauber über Manhattan. Ihr Weg führt dicht vorbei am im Bau befindlichen World Trade Center.
- Die Glücksritter (USA 1983): In der Komödie mit Eddie Murphy und Dan Aykroyd ist das World Trade Center mit der real existierenden Rohstoffbörse im WTC 4 einer der Hauptspielorte. Hier wurde der im Film entscheidende Frozen Concentrated Orange Juice (F.C.O.J.) gehandelt.[120]
- Brennpunkt Brooklyn (USA 1972): In der Oscar-prämierten Literaturverfilmung treffen sich ein Auftragskiller und sein Kontaktmann vor den gerade entstehenden Zwillingstürmen.[121]
- Die drei Tage des Condor (USA 1975): In Sydney Pollacks Thriller enthüllen der CIA-Mitarbeiter Joe Turner und seine Helferin Kathy Hale ein Komplott in den eigenen Reihen. Der New Yorker Geheimdienst-Ableger sitzt symbolträchtig hoch oben im WTC. Der Blick aus den Büros auf die Stadt ringsum steht für uneingeschränkte Überwachung.
- Wall Street (USA 1987): Mit einer Aufnahme der dunklen Umrisse der Zwillingstürme bei Sonnenuntergang eröffnete Regisseur Oliver Stone seinen Film um den Finanzhai Gordon Gekko.
- Sylvie (D, USA 1972): Im Filmklassiker des deutschen Regisseurs Klaus Lemke umkreist ein Helikopter die teils noch im Rohbau befindlichen Zwillingstürme bis hinauf zum Dach des Nordturms (WTC 1), auf dem die Hauptdarsteller ein Foto-Shooting abhalten. Dazu erklingt Papa Was a Rollin’ Stone von den Temptations und die typischen Polizeisirenen aus den entfernten Straßenschluchten New Yorks.[122] Ausschnitte dieses Films sind in dem Dokumentarfilm Champagner für die Augen – Gift für den Rest von 2022 zu sehen, das letzte filmische Werk von Regisseur Klaus Lemke vor seinem Tod.[123]
- Born in Flames (USA 1983): Im feministischen Film der Regisseurin Lizzie Borden wird die Antenne der Zwillingstürme in die Luft gesprengt.
- In dem Spielfilm Remember Me – Lebe den Augenblick mit Robert Pattinson und Pierce Brosnan von 2010 stellt das World Trade Center und sein Schicksal einen Schauplatz der Handlung dar.